# Dimoni xicotet
El dimoni xicotet o dimoni petit (Epigonus denticulatus) és una espècie de peix pertanyent a la família dels epigònids.

## Descripció
- Pot arribar a fer 20 cm de llargària màxima.
- De color marronós a groguenc, més fosc al dors.
- 7 espines i 10 radis tous a l'aleta dorsal i 2 espines i 8-9 radis tous a l'anal.
- Manca d'espines operculars.
- Peduncle caudal allargat.
- Presenta melanòfors.[5][6][7]

## Reproducció
És ovípar.

## Alimentació
Menja peixets i invertebrats bentònics.

## Depredadors
A Austràlia és depredat per Macruronus novaezelandiae.

## Hàbitat
És un peix marí i batidemersal que viu entre 130 i 830 m de fondària (normalment, entre 300 i 600). Els adults són bentònics sobre el talús continental i els joves pelàgics (entre 130-145 i 350-425 m de fondària).

## Distribució geogràfica
Es troba a l'Atlàntic occidental (el golf de Mèxic i el mar Carib), l'Atlàntic oriental (al llarg de la costa occidental d'Àfrica fins a Sud-àfrica), la Mediterrània (des de la zona occidental fins al sud del mar Adriàtic), l'Índic (Reunió), el Pacífic occidental (el sud-oest del Japó, el sud d'Austràlia i l'est de Nova Zelanda) i el Pacífic central.

## Observacions
És inofensiu per als humans.